# Die unglaublichen Abenteuer von Kavalier und Clay

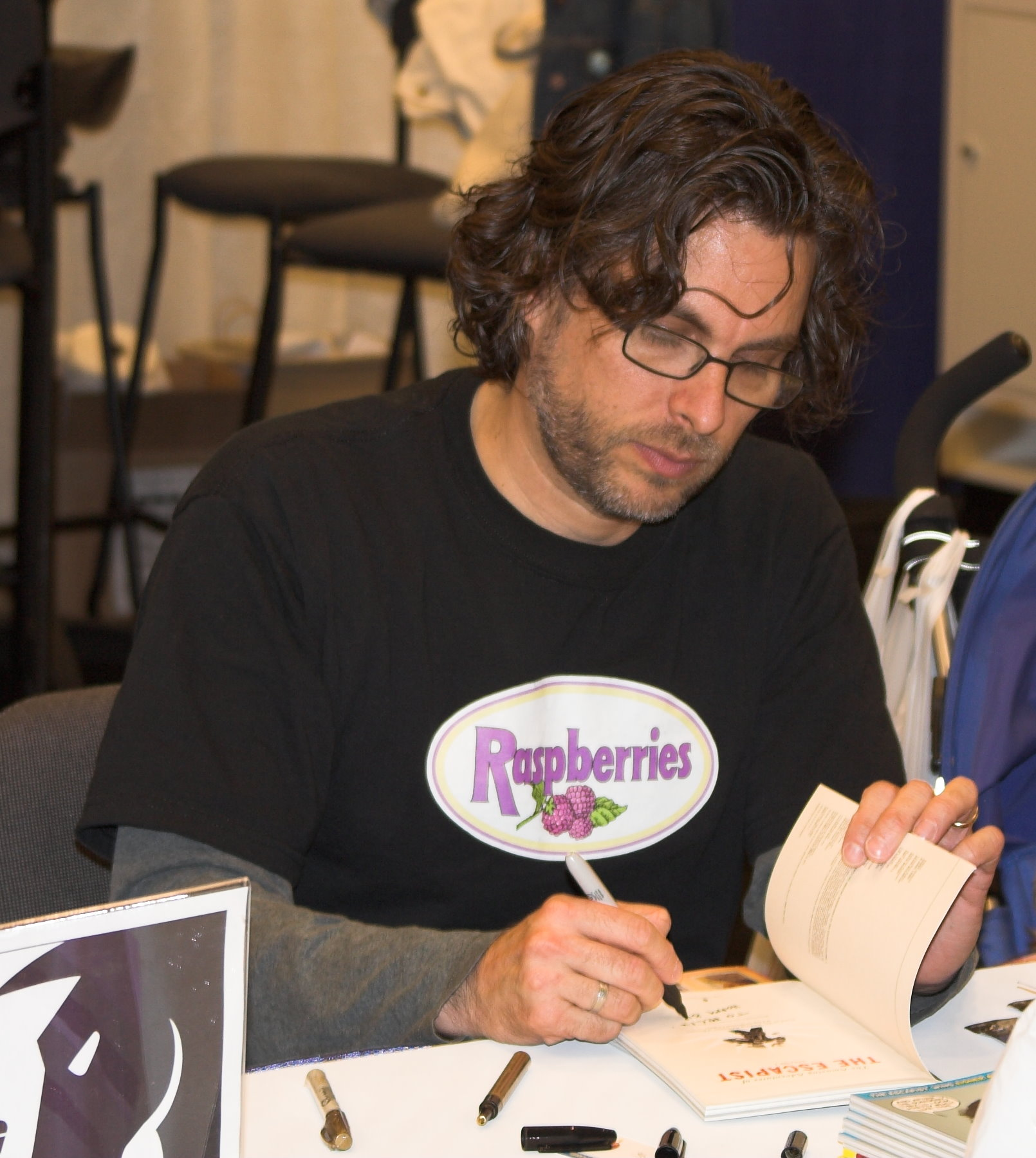
Michael Chabon, 2006

Die unglaublichen Abenteuer von Kavalier & Clay (Originaltitel: The Amazing Adventures of Kavalier & Clay) ist ein im Jahr 2000 erstveröffentlichter Roman des US-amerikanischen Schriftstellers Michael Chabon, der unter anderem mit dem Pulitzer-Preis ausgezeichnet wurde. 
Der Roman erzählt das Leben zweier jüdischen Cousins vor, während und nach dem Zweiten Weltkrieg, die wesentlichen Einfluss auf die Entwicklung des Comics haben. Kavalier und Clay wurde von Literaturkritikern fast einmütig positiv besprochen und entwickelte sich in den USA zu einem Bestseller. Der Roman wurde im Jahr 2000 für den National Book Critics Circle Award und den PEN/Faulkner Award nominiert. Der Schriftsteller Bret Easton Ellis bezeichnete ihn 2006 als „einen der drei großartigen Romane meiner Generation“. Die Literaturzeitschrift The New York Review of Books bezeichnete den Roman als Chabons Meisterwerk. 2015 wurde dieser Roman von der BBC-Auswahl der besten 20 Romane von 2000 bis 2014 zu einem der bislang bedeutendsten Werke dieses Jahrhunderts gewählt. 
Die Vorarbeiten zur Verfilmung begann bereits 2001, nach wie vor ist der Film jedoch in der sogenannten Entwicklungshölle.

## Inhalt
Der Roman beginnt 1939 mit der Ankunft des 19-jährigen Josef „Joe“ Kavalier in New York, der Aufnahme bei der Familie Klayman findet, mit der er verwandt ist. Joe Kavalier ist Flüchtling, dem als einzigem seiner gutbürgerlichen jüdischen Familie die Flucht aus der von den Nazis besetzten Tschechoslowakei gelingt. Bei der Flucht behilflich war ihm sein Mentor, der Zauberkünstler Kornblum, der ihn gemeinsam mit dem unbelebten Golem nach Litauen schmuggelt. In Prag bleibt unter anderem sein deutlich jüngerer Bruder Thomas zurück.

Frühes Superman-Comic-Logo

In Sammy Klayman, seinem 17-jährigen Cousin, findet Joe Kavalier einen Freund: Beide sind künstlerisch begabt und dem jüdischen Zauberkünstler Harry Houdini verbunden. Joe Kavalier hat parallel zu seinem Studium an der Kunsthochschule als Hobby in Prag Zauber- und Entfesslungskunst studiert. Sammy Klayman ist der Sohn von „Mighty Molecule“, einem Varieté-Künstler, und hofft auf eine Karriere als Schriftsteller. Sammy Klayman gelingt es, Joe eine Arbeit als Illustrator bei der Firma „Empire Novelty“ zu beschaffen, die Scherzartikel produziert. Sheldon Anapol, Besitzer der Firma, der von dem Erfolg der erst seit kurzem erschienen Superman-Comics fasziniert ist, versucht auf Basis der zeichnerischen und schriftstellerischen Begabung der beiden einen Teil dieses Marktes für sich zu gewinnen. Unter dem Namen „Sam Clay“ beginnt Sammy Abenteuergeschichten zu schreiben, die von Joe illustriert werden. Ursprünglich haben diese Comics vor allem das Ziel, die Scherzartikel der Firma „Empire Novelty“ zu promoten. Ihre zentrale Figur ist der „Eskapist“, ein antifaschistischer Superheld, in dem sich unter anderem die Merkmale von Captain America, Harry Houdini und Batman vereinen. Der „Eskapist“ ist ein großer Erfolg, Joe Kavalier und Sam Clay erhalten jedoch – wie damals üblich – als Autorenteam nur einen kleinen Teil der Einnahmen ihres Verlegers. Beide brauchen lange, bis sie realisieren, dass sie ausgebeutet werden, da sie beide von privaten Problemen belastet sind. Joe Kavalier versucht, seiner Familie die Flucht aus dem von Nazis besetzten Prag zu ermöglichen und hat sich in Rosa Saks verliebt, die ebenfalls künstlerische Ambitionen hat. Sam Clay ist sich über seine sexuelle Orientierung im Unklaren und versucht seine Karriere als Schriftsteller voranzutreiben.
Joe Kavalier gelingt es nicht, seine Familie nach Amerika zu holen. Zwar hat er seinem jüngeren Bruder Thomas einen Platz an Bord eines Schiffes verschafft, das jüdische Kinder in die USA bringt, dieses wird jedoch während der Überfahrt von deutschen U-Booten torpediert. Nicht wissend, dass Rosa Saks von ihm schwanger ist, meldet der verzweifelte Joe sich nach der Nachricht vom Tod seines Bruders freiwillig bei der Marine, um gegen Deutsche zu kämpfen. Im Rahmen seines Militärdienstes muss Joe Kavalier in einer einsamen Marinebasis in der Antarktis Dienst tun. Zu Beginn des antarktischen Winters, während die Station von außen nicht erreichbar ist, kommen fast alle dort Stationierten bei einem Unfall ums Leben. Der neben Joe einzige Überlebende erliegt gegen Ende des Winters einer Blinddarmentzündung. Joe Kavalier kehrt danach zwar nach New York zurück, fühlt sich aber nicht in der Lage, Rosa und Sammy entgegenzutreten. Er lebt in einem kleinen Büro im Empire State Building und pflegt Umgang nur mit einem kleinen Kreis anderer Zauberkünstler. 
Währenddessen ist Sam Clay eine Beziehung mit Tracy Bacon eingegangen, der Radiostimme des „Eskapisten“. Tracy Bacon wird die Hauptrolle in der geplanten Verfilmung von „Der Eskapist“ angeboten, die Bacon annimmt. Er bittet Sam Clay, mit ihm nach Hollywood zu ziehen, ein Angebot, das Sam Clay zunächst annimmt. Wenig später sind sie zu Gast bei einer privaten Party, bei der nur Homosexuelle anwesend sind. Die Party wird von der Polizei unterbrochen und nahezu alle verhaftet. Sam Clay und ein weiterer Gast entgehen in einem Versteck zunächst der Verhaftung, werden jedoch dann von zwei FBI-Agenten entdeckt, die sie sexuell missbrauchen. Clay entscheidet sich daraufhin, nicht mit Tracy Bacon nach Hollywood zu gehen. Er kann sich kein Leben vorstellen, bei dem er auf Grund seiner Beziehung zu Tracy Bacon stets strafrechtliche Verfolgung befürchten muss. In einer Vernunftsehe heiratet er die schwangere Rosa, die sich seiner sexuellen Orientierung bewusst ist. Sie ziehen in einen Vorort auf Long Island, wo sie Tommy Clay als ihr gemeinsames Kind großziehen und nach außen versuchen, sich den Anschein einer traditionell intakten Familie zu geben.
Sammy Clay und Rosa Clay Saks sind jedoch nicht in der Lage, alle ihre Geheimnisse vor dem heranwachsenden Tommy zu verbergen. Wie sein leiblicher Vater begeistert sich Tommy Clay für die Zauberkunst; bei einem Besuch in einem Laden, der Material für Zauberkünstler verkauft, begegnet er seinem leiblichen Vater, den er auf Grund von Fotos erkennt, ihn aber zunächst für seinen verschollenen Onkel hält. Er erhält von Joe Kavalier zunächst heimlich Unterricht und führt ihn schließlich wieder mit Sammy Clay und Rosa Clay Saks zusammen. Sammy Clay und Joe Kavalier beginnen erneut an Comics zu arbeiten. Bei einer über Fernsehen live ausgestrahlten Anhörung über den Einfluss von Comics auf Jugendkriminalität wird Sammy Clays Homosexualität öffentlich. Trotz der Bemühungen von Joe Kavalier und Rosa Saks verlässt Sammy Clay mitten in der Nacht die Familie, ohne sich zu verabschieden.

## Merkmale der Erzählung

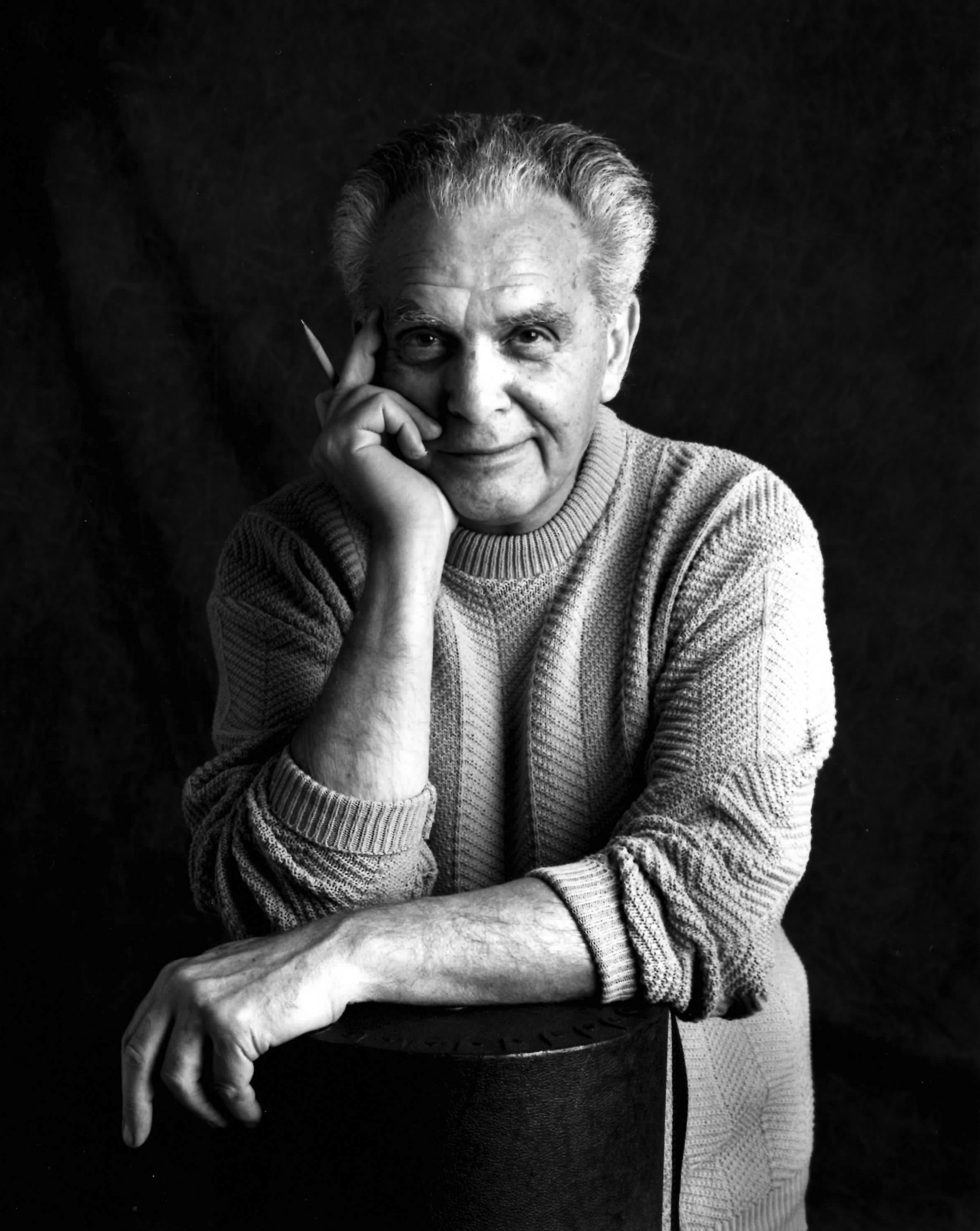
Jack Kirby

Viele Vorkommnisse im Roman basieren auf dem Leben von Künstlern, die die Entwicklung des Comics nachhaltig geprägt haben. Michael Chabon widmete im Nachwort den Roman Jack Kirby, einem der einflussreichsten und bekanntesten Zeichner amerikanischer Comics. Andere genannte reale Personen der Zeitgeschichte sind Bob Kane, Stan Lee, Jerry Siegel, Joe Shuster, Joe Simon, Will Eisner und Jim Steranko. Zu den weiteren historischen Personen, die im Verlauf der Handlung auftauchen, zählen Salvador Dalí, Max Ernst, Al Smith, Orson Welles und Fredric Wertham. Die Erzählhandlung erstreckt sich über eine Zeitdauer von 1939 bis 1953, die als das Goldene Zeitalter des Comics gilt.

## Rezeption
Florian Felix Weyh hat in einer Kritik für den Deutschlandfunk im Jahr 2002 den Roman weitgehend verrissen. Er spricht ihm zwar sprachliche Verschwendungswut, überbordende Einfallsfülle und Detailreichtum zu, nennt es aber auch auf ein auf amerikanisches Lesebedürfnis gezielt ausgerichtetes Epos und wirft ihm ein synthetisches Strickmuster vor, das einen schalen Geschmack hinterlasse. Seine Kritik endet mit den Worten:

„Dem auf dem Zeichenbrett ausgetüftelten Handlungskorsett fehlt jegliche innere Ökonomie. Ein Comic-Roman eben: Alles kann zu jeder Zeit passieren, also passiert es auch. Chabons Welt ist die adjektivisch-bunte Beschreibung unwahrscheinlicher Szenen, seine Dialoge bleiben dagegen unpointiert und fad – und das, obwohl Comics eigentlich von Sprechblasen leben! Tröstlich allemal: Es gibt noch kulturelle Differenzen zwischen Amerika und der Alten Welt. Um dies festzustellen, genügt allerdings eine Stichprobe von drei Dutzend Seiten, dann weiß man, welchem kulturellen Kontinent man selbst angehört.“

Deutlich positiver ist die Kritik der FAZ: Es handele sich um gelungenen magischen Realismus und Michael Chabon habe mit diesem Roman den Pulitzer-Preis zu Recht erhalten. Chabon sei es gelungen, das eigene ästhetische wie historische Wissen zu maskieren und alle Ereignisse wie eine sich konsequent entwickelnde Abenteuergeschichte aus der Mitte des zwanzigsten Jahrhunderts zu erzählen. Ähnlich sieht es die Besprechung der taz: Es handele sich um ein großartiges und großformatiges Gemälde des Amerikas der Vierziger- und Fünfzigerjahre.

## Einzelbelege
1. ↑  "Chabon, Michael: INTRODUCTION" (Memento des Originals vom 14. Mai 2008 im Webarchiv archive.today)  Info: Der Archivlink wurde automatisch eingesetzt und noch nicht geprüft. Bitte prüfe Original- und Archivlink gemäß Anleitung und entferne dann diesen Hinweis.. Contemporary Literary Criticism. Ed. Jeffrey W. Hunter. Vol. 149. Thomson Gale, 2002. eNotes.com. 2006. Abgerufen am 27. Juli 2007.
2. ↑  Birnbaum, Robert.  "Bret Easton Ellis", The Morning News, 19. Januar 2006. Abgerufen am 28. Oktober 2008.
3. ↑  Leonard, John. “Meshuga Alaska”, The New York Review of Books, 14. Juni 2007. Abgerufen am 27. Juli 2007.
4. ↑   Kritik im Deutschlandfunk, aufgerufen am 24. Dezember 2013
5. ↑   Besprechung des Romans in der FAZ vom 26. August 2002, aufgerufen am 24. Dezember 2013
6. ↑   Besprechung des Roman in der taz vom 1. Oktober 2002, aufgerufen am 24. Dezember 2013